# Henry Jacoby
Henry Jacoby (Vor der Emigration: Heinz Jacoby, Pseudonym: Sebastian Franck) (* 3. August 1905 in Berlin; † 17. Juni 1986 in Genf) war ein deutschamerikanischer Sozialarbeiter, Journalist und Schriftsteller.

## Leben
Jacoby besuchte bis 1920 das Schiller-Gymnasium in Berlin-Charlottenburg, musste dann aber eine Lehre als Drucker antreten. Schon während des Weltkrieges wurde er zum Pazifisten, auch durch die Lektüre der von Georg Friedrich Nicolai veröffentlichten antimilitaristischen Schriften. Er arbeitete in den frühen 1920er-Jahren am Aufbau des Anti-Kriegs-Museums in Berlin mit und war bis 1927 Leiter des dazugehörigen Verlages. 1923 begegnet er dem sozialistischen Theoretiker Otto Rühle, der ihn stark beeinflusste und ihn auch mit der Individualpsychologie Alfred Adlers bekannt machte. Der ausgebildete Sozialarbeiter war Mitglied der KPD und schrieb 1931 zwei Beiträge für die "Weltbühne". 1933 wurde er inhaftiert und emigrierte 1936 nach der Haftentlassung über die Tschechoslowakei. Hier war er führend in der Fachgruppe ehemaliger reichsdeutscher Pädagogen tätig, die dem Verband deutscher Lehreremigranten angeschlossen war.
1937 ging Jacoby nach Frankreich und arbeitete dort in einem Kinderheim. 1939 wurde er interniert und befand sich im Frühjahr 1940 im Internierungslager Camp Bassens bei Bordeaux. 1941 emigrierte er über Großbritannien in die USA. Von 1945 bis 1968 war Jacoby Angestellter der Food and Agriculture Organization der UNO in Washington, Rom und Genf. Danach war er freier Schriftsteller und für Amnesty International tätig.

## Schriften (Auswahl)
- Zur Kritik der politischen Moral. Kritik des politischen Verhaltens. Ein Beitrag zur Konzeption einer neuen sozialistischen Bewegung, Offenbach 1947.
- Soziologie der Freiheit. Otto Rühles Auffassung vom Sozialismus. Eine Gedenkschrift, Ulm 1951.
- Die Bürokratisierung der Welt. Ein Beitrag zur Problemgeschichte, Neuwied/Berlin 1969.
- Beiträge zur Soziologie der sozialistischen Idee, Wiesbaden 1973.
- Alfred Adlers Individualpsychologie und dialektische Charakterkunde, Frankfurt am Main 1974.
- Von des Kaisers Schule zu Hitlers Zuchthaus. Erlebnisse und Begegnungen. Geschichte einer Jugend links-außen in der Weimarer Republik, Frankfurt am Main 1980
- Davongekommen. 10 Jahre Exil 1936–1946. Prag, Paris, Montauban, New York, Washington. Erlebnisse und Begegnungen, Frankfurt am Main 1982, ISBN 3-88048-059-1.